# Drágszél
Drágszél je obec v Maďarsku v župě Bács-Kiskun v okrese Kalocsa.

## Poloha
Bátya leží na jihu Maďarska. Kalocsa - 10 km, Jánoshalma - 32 km.